# Státní znak Malediv
Státní znak Malediv tvoří kokosová palma, přes kterou leží muslimský půlměsíc a z které vyrůstají dvě maledivské vlajky. To celé ještě obepíná stuha s arabským nápisem المحلديبية‎‎ (Ad-Dawlat Al-Mahaldheebiyya, česky Stát tisíce ostrovů, což jsou slova která v souvislosti s Maledivami používal Ibn Battuta a jiní cestovatelé).
Palma symbolizuje obživu národa. Podle Maledivanů jsou palmy nejužitečnější rostliny, neboť se dá zužitkovat každá její část. Půlměsíc a hvězda symbolizuje islám, hlavní náboženství Malediv.